# العلاقات الغيانية القرغيزستانية
العلاقات الغيانية القيرغيزستانية هي العلاقات الثنائية التي تجمع بين غيانا وقيرغيزستان.

## مقارنة بين البلدين
هذه مقارنة عامة ومرجعية للدولتين:
| وجه المقارنة                                              | غيانا        | قيرغيزستان                      |
| --------------------------------------------------------- | ------------ | ------------------------------- |
| المساحة (كم2)                                             | 214.97 ألف   | 199.95 ألف                      |
| عدد السكان (نسمة)                                         | 777.86 ألف   | 6.20 مليون                      |
| الكثافة السكانية (ن./كم²)                                 | 3.62         | 31.01                           |
| العاصمة                                                   | جورج تاون    | بيشكك                           |
| اللغة الرسمية                                             | لغة إنجليزية | اللغة الروسية، اللغة القيرغيزية |
| العملة                                                    | دولار غياني  | سوم قيرغيزستاني                 |
| الناتج المحلي الإجمالي (بليون دولار)                      | 3.68 مليار   | 7.56 مليار                      |
| الناتج المحلي الإجمالي (تعادل القوة الشرائية) بليون دولار | 5.77 مليار   | 20.45 مليار                     |
| الناتج المحلي الإجمالي الاسمي للفرد دولار أمريكي          | 4.13 ألف     | 1.10 ألف                        |
| الناتج المحلي الإجمالي للفرد دولار أمريكي                 |              |                                 |
| مؤشر التنمية البشرية                                      |              | 0.655                           |
| رمز المكالمات الدولي                                      | +592         | +996                            |
| رمز الإنترنت                                              | .gy          | .kg                             |
| المنطقة الزمنية                                           | 00           | ت ع م+06:00                     |

## منظمات دولية مشتركة
يشترك البلدان في عضوية مجموعة من المنظمات الدولية، منها:
| علم المنظمة | اسم المنظمة                        | تاريخ انضمام غيانا | تاريخ انضمام قيرغيزستان |
| ----------- | ---------------------------------- | ------------------ | ----------------------- |
|             | مؤسسة التنمية الدولية              | 4 يناير 1967       | 24 سبتمبر 1992          |
|             | يونسكو                             | 21 مارس 1967       | 2 يونيو 1992            |
|             | وكالة ضمان الاستثمار متعدد الأطراف | 18 يناير 1989      | 21 سبتمبر 1993          |
|             | الأمم المتحدة                      | 20 سبتمبر 1966     | 2 مارس 1992             |
|             | الاتحاد البريدي العالمي            | ?                  | ?                       |
|             | البنك الدولي للإنشاء والتعمير      | 26 سبتمبر 1966     | 18 سبتمبر 1992          |
|             | الاتحاد الدولي للاتصالات           | 8 مارس 1967        | 20 يناير 1994           |
|             | منظمة حظر الأسلحة الكيميائية       | ?                  | ?                       |
|             | مؤسسة التمويل الدولية              | 4 يناير 1967       | 11 فبراير 1993          |
|             | منظمة التجارة العالمية             | ?                  | ?                       |
|             | منظمة الشرطة الجنائية الدولية      | ?                  | ?                       |

## وصلات خارجية
- موقع وزارة الخارجية الغيانية
- موقع وزارة الخارجية القيرغيزستانية